# Ионика (скульптура)
«Ионика» (кат. Jònica), другое название — «Посвящение Кавафису» — скульптура работы испанского скульптора Жузепа Марии Субиракса (1927—2014). Находится в г. Пальма на о. Мальорка (Балеарские о-ва) Испании. Создана в апреле 1983 года и установлена в Королевском саду возле дворца Альмудайна.
Скульптура посвящена греческому поэту Константиносу Кавафису (1863—1933). На пьедестале высечен отрывок из «Ионической песни» (1911) Кавафиса на каталанском языке, которую Карлес Риба (1893—1959) перевел с греческого:

Per bé que trossejàrem llurs estàtues,
per bé que els bandejàrem de llurs temples,
no per això moriren pas els déus.
Автор изобразил колонну ионического ордера как женское тело. Таким образом, волюты капителей выполнены в виде груди, а фуст напоминает женские бедра и ягодицы. В этой работе Субиракс обращается к классицизму, совмещая два неотъемлемых элемента своего творчества: женщину и архитектуру.
Сначала Субиракс внес на рассмотрение другой проект — «Конь», который в итоге не был утвержден. В апреле 1983 года мэрия Пальмы получила скульптуру «Ионийка» в подарок.